# Bárány Péter
Debreczeni Bárány Péter (Gagy, Udvarhely vármegye, 1763. szeptember 8. – Arad, Arad vármegye, 1829. július 10.) író, Széchényi Ferenc gróf titkára.

## Élete
A nemesi származású debreczeni Bárány család sarja. Tanulmányait a privigyei piarista kollégiumban, majd a pesti egyetemen végezte, ahol bölcsészdiplomát szerzett. 1787-től tanított Kanizsán, 1790-től pedig gróf Széchényi Ferenc titkára lett Pesten. Itt vonta magára a figyelmet 1791. január 22-én annak a 30 magyar arany jutalomnak az elnyerésével, amelyet Görög és Kerekes Bécsben, a magyar nyelven készítendő legjobb pszichológiai munkára kitűztek. E munkája azonban kéziratban maradt. 1793-tól tiszttartója volt Széchényi Ferenc iványi birtokának. Az ő nevéhez fűződik az első magyar pszichológiai munka, melyet 1790-ben írt, a Jelenséges lélek-mény, amit sokáig elveszettnek hittek. 1803-tól 1813-ig Miskolcon volt vármegyei tisztviselő, majd a Bretzenheim hercegnél a sárospataki és regéci uradalmak gazdasági igazgatójaként alkalmazták. Végül a báró négyesi Szepesy Ignác-féle püspöki javak prefektusa volt.

## Művei
- Jutalom felelet a magyar tudós társaság felállítása iránt című értekezése megjelent a Hadi s más Nev. Tört. 1791-es mellékletében. A Tudományos Gyűjteménynek volt munkatársa.
- A magyar anyáknak az országgyűlésére egybegyült ország nagyjai s magyar atyák elejébe terjesztett alázatos kérések. (Pest), 1790. (Névtelenül. Következő évben Neustädternek német fordításában is megjelent.)
- A köznép megvilágosodásáról. Ewald I. L. után németből ford. Bécs, 1791. (Némelyek Nagy Mihálynak tulajdonítják a ford.)
- A talált gyermek. Vigj. 5 felv. szabadon ford. gr. Brühl Fr. után németből. Pest, 1792. (Magyar Játékszin I. kötet. 1. darabja. Először adatott Budán 1792. máj. 5.; ez volt akkor ott az első színi előadás; még 1793–94, 1810. és 1833. nov. 26. is előadták Budán.)
- Ének mélt. gr. Batthyány Miklósnak és mélt gr. Széchenyi Francziska k. a. menyegzői örömnapjára. Sopron, 1802.
- 'Korvinus Mátyás, egy vitéz nemzeti szomorúval elegyes vígjáték 5 szakaszban, tört. jegyzetekkel együtt. Kézirat. Vertesz Frigyes után magyarul kidolgozta (1790. Censurai példány, ezen utóirattal: „non admittitur”, az Országos Széchényi Könyvtár kézirattárában.)